# Inverloch (Australia)
Inverloch – miasto w Australii, w stanie Wiktoria.